# Dea Matrona

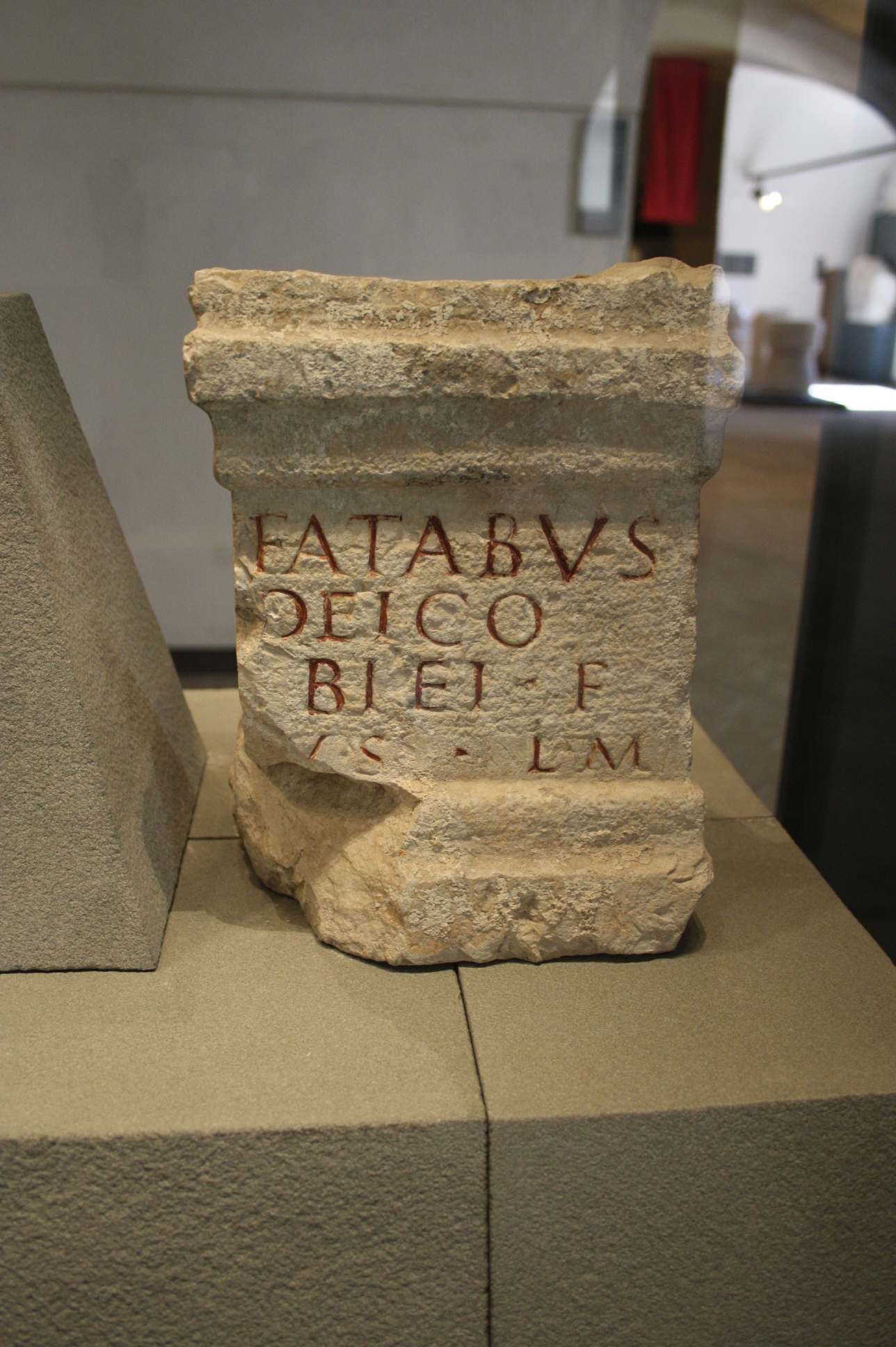
Ex voto alle "Fatae" al Museo di Santa Giulia a Brescia.

Nella mitologia celtica la Dea Matrona ("Dea Madre") era la dea tutelare del fiume Marna nell'antica Gallia, al quale diede il nome (il fiume nell'antichità era chiamato Matrŏna).
Una simile divinità, in molte altre aree era adorata come una dea triplice, nota come "Deae Matres" o "Deae Matronae" ("Dee Madri"). Il culto di questa triade divina è ben attestata nel nord Europa (Matres e Matronae), non solo nelle aree celtiche, ed era simile ad altre figure coeve o successive (Moire, Fate, Parche, Furiae, Norne ecc.).

## Etimologia
In gallico il teonimo "Matr-on-a" viene interpretato come "Grande Madre". Suo figlio era il dio Maponos.

## Mitologia gallese
Nella mitologia gallese la figura della Dea Matrona è diventata Modron, mentre Maponos è identificato con Mabon.